# Рич, Александр
Александр Рич (англ. Alexander Rich; 15 ноября 1924, Хартфорд, штат Коннектикут — 27 апреля 2015, Бостон) — американский учёный, специалист в области изучения и структуры биополимеров.
Член Национальной академии наук США (1970), Папской академии наук (1978). Иностранный член Французской академии наук (1984), Российской академии наук (1994).

## Карьера
Получил степень бакалавра и доктора медицины в Гарвардском университете. Работал в Массачусетском технологическом институте. Постдокторантуру проходил вместе с Джеймсом Уотсоном у Лайнуса Полинга. В 1963 году открыл полисомы, в 1979 году с сотрудниками вырастил кристалл Z-ДНК. В 2005 году опубликовал работу о кристаллизация соединения В- и Z-ДНК.

## Награды
- Стипендия Гуггенхайма (1963)
- Премия Розенстила (1983)
- Национальная научная медаль США (1995)
- Премия Бауэра (2000)
- Премия Уильяма Проктера за научные достижения (2001)
- Большая золотая медаль имени М. В. Ломоносова от Российской академии наук (2001)
- Robert A. Welch Prize (2008)[6]

## Личная жизнь
Был женат на Джейн Кинг, у них было четверо детей.

## Общественная деятельность
В 1992 году подписал «Предупреждение человечеству».